# Dugo Selo
Dugo Selo je satelitsko naselje Zagreba (vzhodno od njega) na Hrvaškem, s statusom mesta (hrv. Grad), ki ima okoli 10.000 prebivalcev (mestna občina jih po popisu 2021 šteje skoraj 18.000) in je del Zagrebške županije.

## Zgodovina
Naselje je nastalo s preoblikovanjem občine Dugo Selo.
Po letu 1900 je mesto zajelo naselje Šaškovec.

## Demografija

### Mesto Dugo Selo
| Pregled števila prebivalcev po letih | Pregled števila prebivalcev po letih | Pregled števila prebivalcev po letih | Pregled števila prebivalcev po letih | Pregled števila prebivalcev po letih | Pregled števila prebivalcev po letih | Pregled števila prebivalcev po letih | Pregled števila prebivalcev po letih | Pregled števila prebivalcev po letih | Pregled števila prebivalcev po letih | Pregled števila prebivalcev po letih | Pregled števila prebivalcev po letih | Pregled števila prebivalcev po letih | Pregled števila prebivalcev po letih | Pregled števila prebivalcev po letih | Pregled števila prebivalcev po letih | Pregled števila prebivalcev po letih |
| ------------------------------------ | ------------------------------------ | ------------------------------------ | ------------------------------------ | ------------------------------------ | ------------------------------------ | ------------------------------------ | ------------------------------------ | ------------------------------------ | ------------------------------------ | ------------------------------------ | ------------------------------------ | ------------------------------------ | ------------------------------------ | ------------------------------------ | ------------------------------------ | ------------------------------------ |
| 1857                                 | 1869                                 | 1880                                 | 1890                                 | 1900                                 | 1910                                 | 1921                                 | 1931                                 | 1948                                 | 1953                                 | 1961                                 | 1971                                 | 1981                                 | 1991                                 | 2001                                 | 2011                                 | 2021                                 |
| 2.094                                | 2.271                                | 2.423                                | 3.060                                | 3.694                                | 4.294                                | 4.055                                | 4.220                                | 4.088                                | 4.296                                | 5.096                                | 6.219                                | 8.192                                | 9.969                                | 14.300                               | 17.466                               | 17.676                               |

### Dugo Selo (naselje)
| Pregled števila prebivalcev po letih | Pregled števila prebivalcev po letih | Pregled števila prebivalcev po letih | Pregled števila prebivalcev po letih | Pregled števila prebivalcev po letih | Pregled števila prebivalcev po letih | Pregled števila prebivalcev po letih | Pregled števila prebivalcev po letih | Pregled števila prebivalcev po letih | Pregled števila prebivalcev po letih | Pregled števila prebivalcev po letih | Pregled števila prebivalcev po letih | Pregled števila prebivalcev po letih | Pregled števila prebivalcev po letih | Pregled števila prebivalcev po letih | Pregled števila prebivalcev po letih | Pregled števila prebivalcev po letih |
| ------------------------------------ | ------------------------------------ | ------------------------------------ | ------------------------------------ | ------------------------------------ | ------------------------------------ | ------------------------------------ | ------------------------------------ | ------------------------------------ | ------------------------------------ | ------------------------------------ | ------------------------------------ | ------------------------------------ | ------------------------------------ | ------------------------------------ | ------------------------------------ | ------------------------------------ |
| 1857                                 | 1869                                 | 1880                                 | 1890                                 | 1900                                 | 1910                                 | 1921                                 | 1931                                 | 1948                                 | 1953                                 | 1961                                 | 1971                                 | 1981                                 | 1991                                 | 2001                                 | 2011                                 | 2021                                 |
| 603                                  | 679                                  | 752                                  | 1.060                                | 1.409                                | 1.714                                | 1.642                                | 1.814                                | 1.813                                | 2.074                                | 2.830                                | 3.848                                | 5.471                                | 6.508                                | 8.880                                | 10.453                               | 11.097                               |

#### Narodna sestava prebivalstva
| Dugo Selo | Dugo Selo | Dugo Selo | Dugo Selo | Dugo Selo |
| --- | --- | --- | --- | --- |
| 1953 | 1961 | 1971 | 1981 | 1991 |
| .<div style="border:solid transparent;background-color: initial;position:absolute;width:100px;line-height:0;<div style="border:solid transparent;background-color: initial;position:absolute;width:100px;line-height:0;<div style="border:solid transparent;background-color: initial;position:absolute;width:100px;line-height:0;<div style="border:solid transparent;background-color: initial;position:absolute;width:100px;line-height:0;<div style="border:solid transparent;background-color: initial;position:absolute;width:100px;line-height:0;<div style="border:solid transparent;background-color: initial;position:absolute;width:100px;line-height:0;<div style="border:solid transparent;background-color: initial;position:absolute;width:100px;line-height:0;<div style="border:solid transparent;background-color: initial;position:absolute;width:100px;line-height:0;<div style="border:solid transparent;background-color: initial;position:absolute;width:100px;line-height:0;<div style="border:solid transparent;background-color: initial;position:absolute;width:100px;line-height:0;<div style="border:solid transparent;background-color: initial;position:absolute;width:100px;line-height:0;<div style="border:solid transparent;background-color: initial;position:absolute;width:100px;line-height:0; skupaj: 2.074 Hrvati 1.904 (91,80 %) Srbi 108 (5,20 %) Slovenci 32 (1,54 %) Madžari 5 (0,24 %) Jugoslovani 3 (0,14 %) Čehi 2 (0,09 %) Italijani 1 (0,04 %) drugi in neznano 19 (0,91 %) - (- %) - (- %) - (- %) - (- %) - (- %) - (- %) - (- %) - (- %) - (- %) - (- %) - (- %) - (- %) | .<div style="border:solid transparent;background-color: initial;position:absolute;width:100px;line-height:0;<div style="border:solid transparent;background-color: initial;position:absolute;width:100px;line-height:0;<div style="border:solid transparent;background-color: initial;position:absolute;width:100px;line-height:0;<div style="border:solid transparent;background-color: initial;position:absolute;width:100px;line-height:0;<div style="border:solid transparent;background-color: initial;position:absolute;width:100px;line-height:0;<div style="border:solid transparent;background-color: initial;position:absolute;width:100px;line-height:0;<div style="border:solid transparent;background-color: initial;position:absolute;width:100px;line-height:0;<div style="border:solid transparent;background-color: initial;position:absolute;width:100px;line-height:0; skupaj: 2.830 Hrvati 2.428 (85,79 %) Srbi 286 (10,10 %) Slovenci 61 (2,15 %) Črnogorci 23 (0,81 %) Makedonci 6 (0,21 %) Jugoslovani 4 (0,14 %) Čehi 3 (0,10 %) Madžari 3 (0,10 %) Albanci 1 (0,03 %) Italijani 1 (0,03 %) Muslimani 1 (0,03 %) drugi in neznano 13 (0,45 %) - (- %) - (- %) - (- %) - (- %) - (- %) - (- %) - (- %) - (- %) | .<div style="border:solid transparent;background-color: initial;position:absolute;width:100px;line-height:0;<div style="border:solid transparent;background-color: initial;position:absolute;width:100px;line-height:0;<div style="border:solid transparent;background-color: initial;position:absolute;width:100px;line-height:0;<div style="border:solid transparent;background-color: initial;position:absolute;width:100px;line-height:0;<div style="border:solid transparent;background-color: initial;position:absolute;width:100px;line-height:0; skupaj: 3.848 Hrvati 3.260 (84,71 %) Srbi 337 (8,75 %) Jugoslovani 121 (3,14 %) Črnogorci 30 (0,77 %) Makedonci 20 (0,51 %) Slovenci 15 (0,38 %) Madžari 14 (0,36 %) Albanci 5 (0,12 %) Čehi 4 (0,10 %) Muslimani 4 (0,10 %) Romi 2 (0,05 %) Judje 1 (0,02 %) Nemci 1 (0,02 %) Rusini in Ukrajinci 1 (0,02 %) drugi in neznano 33 (0,85 %) - (- %) - (- %) - (- %) - (- %) - (- %) | .<div style="border:solid transparent;background-color: initial;position:absolute;width:100px;line-height:0;<div style="border:solid transparent;background-color: initial;position:absolute;width:100px;line-height:0;<div style="border:solid transparent;background-color: initial;position:absolute;width:100px;line-height:0;<div style="border:solid transparent;background-color: initial;position:absolute;width:100px;line-height:0;<div style="border:solid transparent;background-color: initial;position:absolute;width:100px;line-height:0; skupaj: 5.471 Hrvati 4.435 (81,06 %) Jugoslovani 430 (7,85 %) Srbi 339 (6,19 %) Albanci 35 (0,63 %) Črnogorci 24 (0,43 %) Muslimani 20 (0,36 %) Slovenci 19 (0,34 %) Makedonci 17 (0,31 %) Slovaki 11 (0,20 %) Madžari 9 (0,16 %) Nemci 4 (0,07 %) Rusini in Ukrajinci 4 (0,07 %) Čehi 3 (0,05 %) region. opr. 13 (0,23 %) drugi in neznano 108 (1,97 %) - (- %) - (- %) - (- %) - (- %) - (- %) | . skupaj: 6.508 Hrvati 5.567 (85,54 %) Srbi 386 (5,93 %) Jugoslovani 129 (1,98 %) Muslimani 76 (1,16 %) Albanci 71 (1,09 %) Črnogorci 21 (0,32 %) Makedonci 19 (0,29 %) Slovenci 19 (0,29 %) Madžari 18 (0,27 %) Romi 10 (0,15 %) Ukrajinci 7 (0,10 %) Čehi 4 (0,06 %) Slovaki 3 (0,04 %) Bolgari 2 (0,03 %) Poljaki 2 (0,03 %) Rusi 2 (0,03 %) drugi 6 (0,09 %) neopredeljeni 114 (1,75 %) region. opr. 3 (0,04 %) neznano 49 (0,75 %) |

#### Popis 1910.
| Dugo Selo | Dugo Selo |
| --- | --- |
| jezik | vera |
| . skupaj: 1.714 Hrvaški 1.468 (85,64 %) Madžarski 112 (6,53 %) Češki 38 (2,21 %) Slovenski 35 (2,04 %) Srbski 26 (1,51 %) Nemški 23 (1,34 %) Italijanski 6 (0,35 %) Rusinski 1 (0,05 %) drugi 5 (0,29 %) | .<div style="border:solid transparent;background-color: initial;position:absolute;width:100px;line-height:0;<div style="border:solid transparent;background-color: initial;position:absolute;width:100px;line-height:0;<div style="border:solid transparent;background-color: initial;position:absolute;width:100px;line-height:0; skupaj: 1.714 Rimokatoličani 1.634 (95,33 %) Judje 43 (2,50 %) Pravoslavci 26 (1,51 %) Kalvinisti 8 (0,46 %) Luterani 2 (0,11 %) Grkokatoličani 1 (0,05 %) - (- %) - (- %) - (- %) |